# Marathon van Amsterdam 1977
De marathon van Amsterdam 1977 werd gelopen op zaterdag 21 mei 1977. Het was de derde editie van deze marathon.
De 33-jarige Amerikaanse onderwijzer Bill Rodgers zegevierde bij de mannen; hij kwam over de streep in 2:12.46,6. Bij de vrouwen was het de Nederlandse Plonie Scheringa die, net als twee jaar eerder, won, ditmaal in 3:28.24.

## Uitslagen

### Mannen
| rang   | naam            | land | tijd      |
| ------ | --------------- | ---- | --------- |
| Goud   | Bill Rodgers    | USA  | 2:12.46,6 |
| Zilver | Daniel McDaid   | IRL  | 2:16.14,2 |
| Brons  | Ferenc Szekeres | HUN  | 2:16.47,0 |
| 4      | Ian Thompson    | ENG  | 2:17.47,4 |
| 5      | Norman Deakin   | IRL  | 2:19.27,8 |
| 6      | Ron Wayne       | USA  | 2:20.54,0 |
| 7      | Cor Vriend      | NED  | 2:21.03,0 |
| 8      | Heinz Kubelt    | FRG  | 2:21.14,0 |
| 9      | Neil Cusack     | IRL  | 2:21.26,0 |
| 10     | Seri Shigeki    | JPN  | 2:21.44,0 |
| 11     | Richard Umberg  | SUI  | 2:22.48   |
| 12     | Henk Nugteren   | NED  | 2:24.12   |
| 13     | Edward Legowski | POL  | 2:24.56   |
| 14     | Ron Hill        | ENG  | 2:26.08   |
| 16     | Rob Strik       | NED  | 2:29.47   |

### Vrouwen
| rang | naam             | land | tijd    |
| ---- | ---------------- | ---- | ------- |
| Goud | Plonie Scheringa | NED  | 3:28.24 |

1975 ·
1976 ·
1977 ·
1978 ·
1979 ·
1980 ·
1981 ·
1982 ·
1983 ·
1984 ·
1985 ·
1986 ·
1987 ·
1988 ·
1989 ·
1990 ·
1991 ·
1992 ·
1993 ·
1994 ·
1995 ·
1996 ·
1997 ·
1998 ·
1999 ·
2000 ·
2001 ·
2002 ·
2003 ·
2004 ·
2005 ·
2006 ·
2007 ·
2008 ·
2009 ·
2010 ·
2011 ·
2012 ·
2013 ·
2014 ·
2015 ·
2016 ·
2017 ·
2018 ·
2019 ·
2020 ·
2021 ·
2022 ·
2023 ·
2024 ·
2025